# NGC 3157
NGC 3157 is een balkspiraalstelsel in het sterrenbeeld Luchtpomp. Het hemelobject werd op 28 januari 1835 ontdekt door de Britse astronoom John Herschel.

## Synoniemen
- IC 2555
- ESO 435-51
- MCG -5-24-26
- IRAS10094-3123
- PGC 29691